# Bozita
Bozita (vagy Bozitapuszta, szlovákul: Buzitka) község Szlovákiában, a Besztercebányai kerületben, a Losonci járásban.

## Fekvése
Losonctól 10 km-re keletre, Fülektől 3 km-re északra, a Szuha jobb partján fekszik.

## Története
Első írásos említése 1350-ben „Bozyta” alakban történt. A füleki váruradalom része volt. 1554 és 1594 között török megszállás alatt állt. Ezután a Serényi család birtoka, de 1625-ben újra a töröknek fizetett adót. A 17. század közepén a hadi események következtében elpusztult, és csak száz év múlva telepítették újra. 1828-ban hat házát 52-en lakták, akik mezőgazdaságból éltek. Később a Coburg-család birtoka.
Vályi András szerint „BOZITA. Szabad puszta Nógrád Vármegyében, földes Ura Gróf Koháry Uraság, fekszik Losontzhoz egy mértföldnyire, határja jó, legelője, ’s fája is elég van.”
A trianoni békeszerződésig területe Nógrád vármegye Füleki járásához tartozott. A csehszlovák megszállás után szlovákokat telepítettek ide a Coburg-birtokra. 1938-ban szlovák lakossága a magyar csapatok elől elmenekült és csak a háború után tértek vissza.
Csak 1957 óta önálló község, addig Perse része volt.

## Népessége
| Év:            | 1994. | 2004.   | 2014.   | 2024.   |
| -------------- | ----- | ------- | ------- | ------- |
| Emberek száma: | 542   | 508     | 503     | 453     |
| Eltérés:       |       | -6,27 % | -0,98 % | -9,94 % |

| Év:            | 2023. | 2024.   |
| -------------- | ----- | ------- |
| Emberek száma: | 454   | 453     |
| Eltérés:       |       | -0,22 % |

1970-ben 620 lakosából 92 magyar és 481 szlovák volt.
2001-ben 529 lakosából 473 szlovák és 45 magyar volt.
2011-ben 526 lakosából 450 szlovák és 42 magyar volt.
2021-ben 478 lakosából 413 (+10) szlovák, 46 (+4) magyar, 10 (+2) egyéb és 9 ismeretlen nemzetiségű volt.

## Megújuló energiaforrás
Egy megawatt teljesítményű naperőművet állítottak próbaüzembe Bozitán, 2009 novemberében. A létesítmény – előre láthatólag – Szlovákia legnagyobb napelemes naperőműve lesz, eddig 3,5 millió euróba került (kb. egymilliárd forint). Jelenleg az áram EU által támogatott termelői ára 0,431 euró (kb. 135 Ft)/kilowattóra, amely a gőz-gáz ciklusban megtermelt villamosenergia árának ötszöröse. Az erőmű a cseh légió volt tagjainak kb. 20 hektáros földjén épült, amelyet a társaság felvásárolt az örökösöktől.